# 朝庭

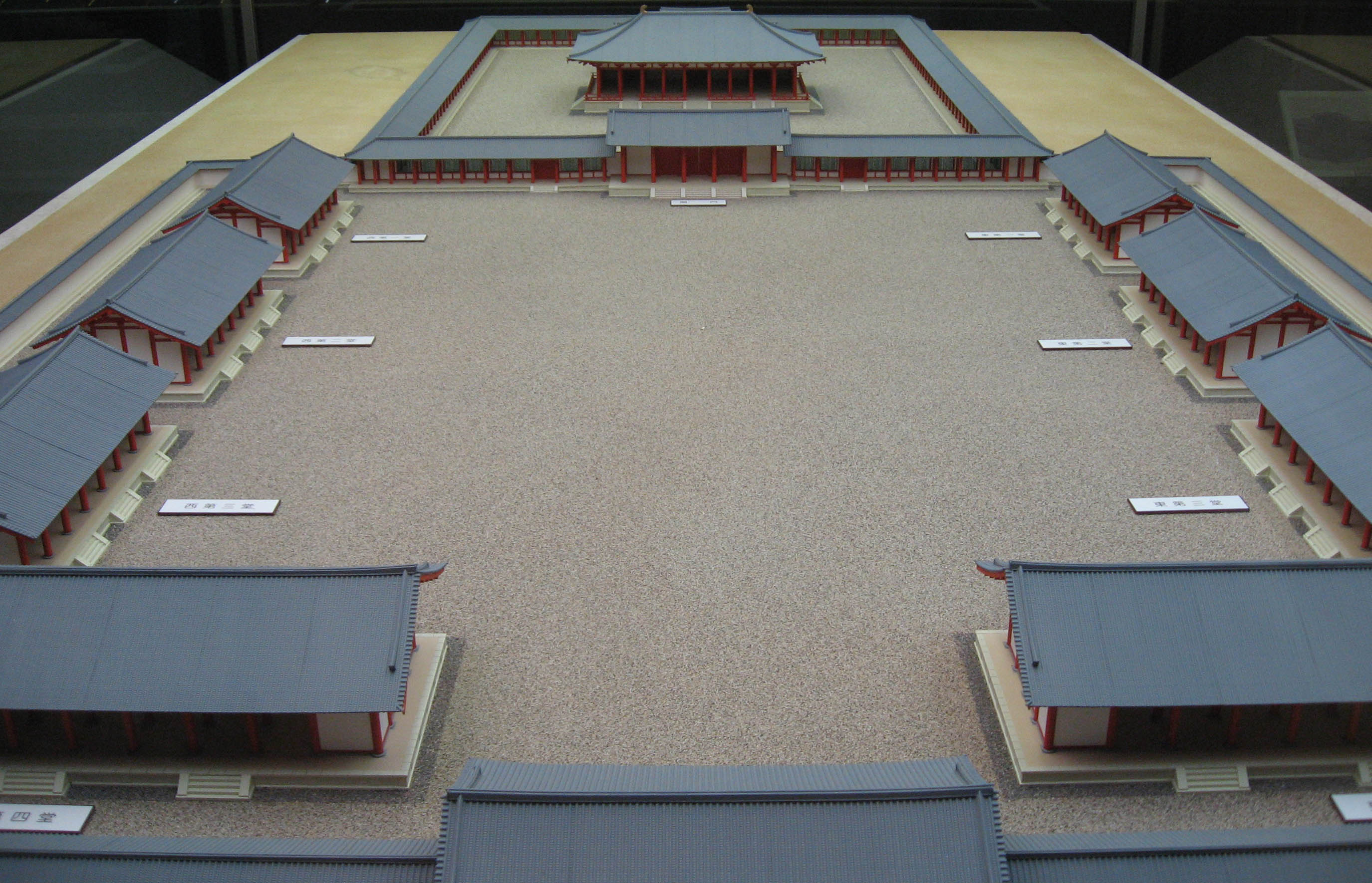
長岡京朝堂院復元模型（向日市文化資料館）
コの字に並んだ朝堂8堂に囲まれた広い空間が朝庭。奥に見える回廊に囲まれた殿舎が大極殿である

朝庭（ちょうてい）とは、古代日本の宮都において、「コ」の字に建てられた複数の朝堂殿舎に囲まれた長方形の広大な屋外空間。元日朝賀や天皇即位儀など朝儀のおりには文武百官や外国使などが立ち並び、大極殿上の高御座（たかみくら）に出御した天皇を拝謁する場であった。朝堂の中庭、大極殿からみて前庭にあたる。
その原型は、推古朝の小墾田宮に求められ、1177年（安元3年）の安元の大火による平安宮（大内裏）の朝堂院の焼亡までつづいた。とくに乙巳の変後の難波長柄豊碕宮、持統天皇による藤原宮はともに広大な朝庭をともなった。

## 場の用途と目的
朝庭は、朝堂とともに朝政などの政務と朝儀とよばれる儀式の場であった。

### 朝政

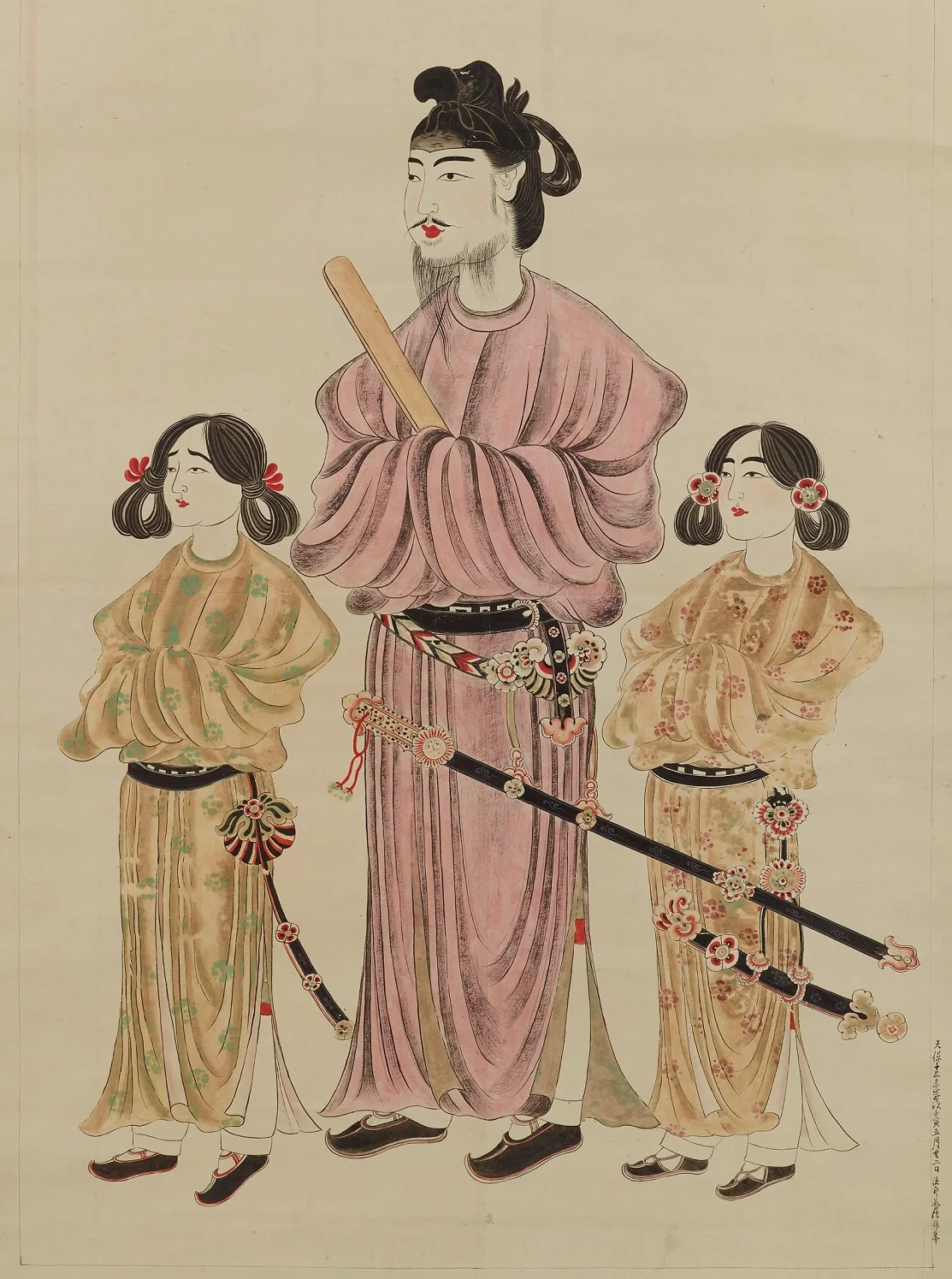
十七条憲法を定め、遣隋使を派遣したとされる伝聖徳太子像

早朝、文武百官が朝堂に参列したうえで天皇が政務をみることを朝政（あさまつりごと）という。転じて、朝廷の政務一般を指す場合もあるが、その場合は「ちょうせい」と音読するのが一般的である。朝政（あさまつりごと）について、『日本書紀』は、推古朝の「十七条憲法」8条に、「群卿百寮 早朝晏退 公事靡監 終日難盡 」の記事を伝えている。また、『隋書』倭国伝にも600年（推古8年）に隋に派遣された遣隋使が高祖文帝に倭の風俗について質問された際、「以天爲兄 以日爲弟 天未明時出聽政 跏趺坐 日出便停理務 云委我弟」と応答したことが記録されており、早朝未明における天皇の聴政（政治を執ること）の事実が示されている。もとより朝早くから政務をはじめることは中国でも古くからおこなわれており、「朝堂」や「朝廷」にみえる「朝」の字は元来、臣下が早朝天子（始皇帝以前は王、始皇帝以後は皇帝）にまみえるの意であって、これを朝参と称した。ただし、日本の場合は中国の古い習慣によるものではなく、もともと太陽神（日の神）を崇拝する風習があり、まだ夜の明けないうちに政治をおこなう形態がのこったものと思われる。
『日本書紀』大化3年（647年）条には、孝徳天皇が難波の小郡宮で「礼法」を定めたことが記されている。冠位を有する官人は、毎朝寅の刻（午前4時ころ）までに朝庭南門の外にならび、日の出とともに朝庭にはいって天皇に再拝し、そのあと正午まで朝堂で政務を執ることとしたもので、遅刻した者は入ることができず、また、正午の鐘を聞いたら退庁すべきことが定められている。このとき、『魏志』倭人伝にも記された古くからの伝統である、両手を地面につけ、ひざまずいておこなう礼法（跪礼（きれい）・匍匐礼（ほふくれい））から、中国風の起ったままお辞儀する礼法（立礼（りつれい））に改められ（拍手 (神道)#備考も参照)、後世「難波朝庭の立礼（なにわのみかどのたついや）」と称された。跪礼・匍匐礼は、『日本書紀』天武紀にもしばしば禁止の詔が出された記事があることから、旧来の慣習はなかなか改まらなかったものとみられる。

### 朝儀

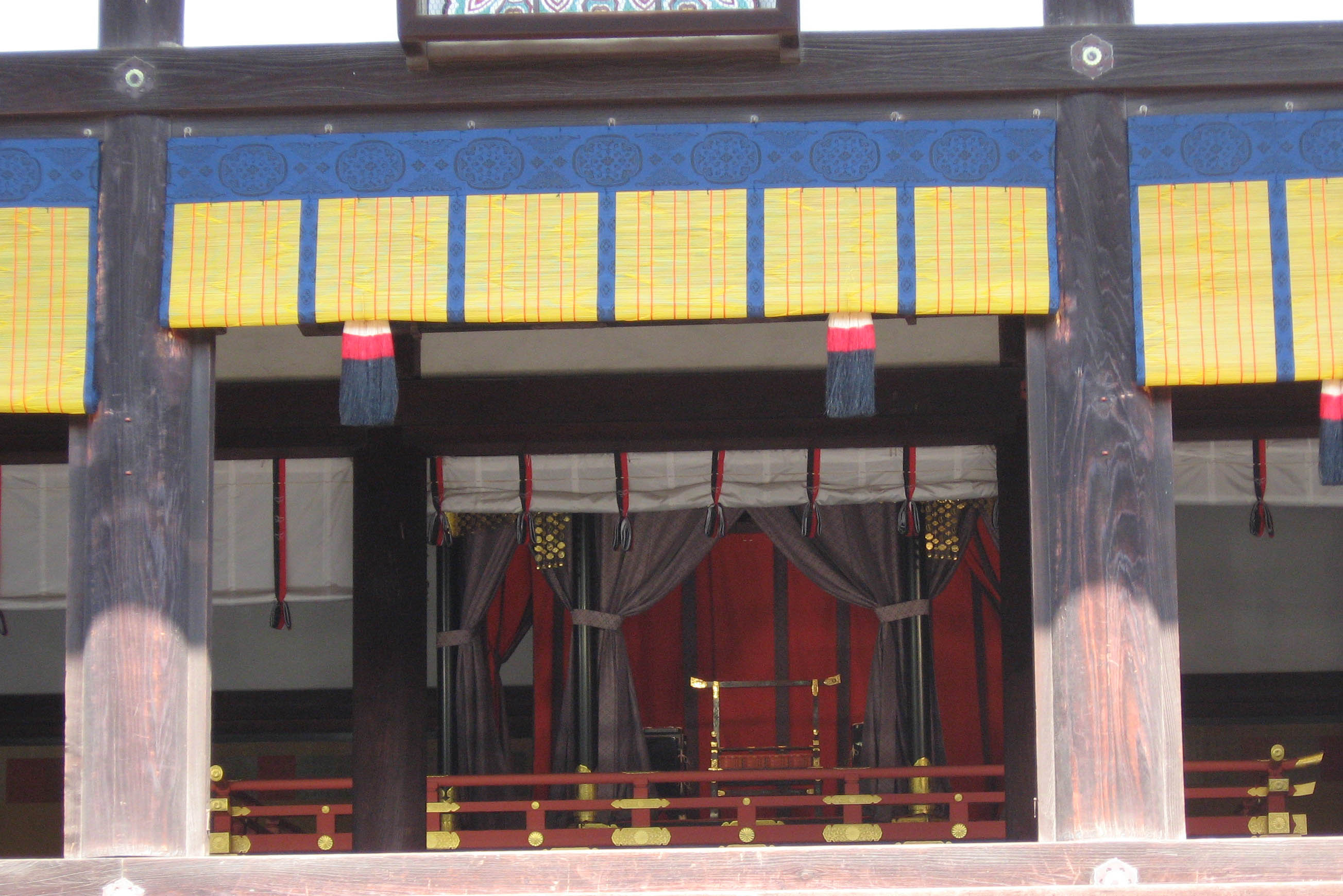
かつては大極殿に据えられ、天皇が着座した「高御座」（京都御所）

朝儀は、朝堂と朝庭においておこなわれた、さまざまな公の儀式の総称であった。朝儀は大きく、
1. 天皇即位儀、元日朝賀、任官、叙位、改元の宣詔、告朔などの朝拝を中心とする儀式
2. 節会や外国使への賜饗などの饗宴を中心とする儀式

に二分される。

### 告朔
告朔（こうさく）は「視告朔」とも表記し、有位の文武官人が毎月1日（朔日）に朝庭に会し、諸司（それぞれの役所）の前月の公文を進奏し、天皇がこれを閲覧する儀礼であった。『養老令』の衣服令によれば、告朔の際には朝服を着用することが定められていた。また、『令集解』（868年（貞観10年）ころ成立）引用の「古記」によれば、内舎人（うどねり）が朝庭に置かれた公文の案をもって内裏に参入し、大納言がそれを天皇に奏上するというかたちで進められていたことがわかる。これは本来、百官の朝政における前月分の勤めぶりと上日（上番の日、勤務日）の日数などを天皇が視る性格をもっていたものであったが、しだいに儀式化していった。

## 附属の設備・施設

### 版位
朝政や朝儀を執りおこなうにあたっては、朝庭に「版位」（へんい）とよばれる一種の標識が設けられた。版位には、朝政のために朝庭に常置されていたものと、朝儀のたびごとに朝庭に臨時に設けられたものとの2種類があった。
朝庭に常置されていた版位とは、朝政の際、官司（官庁および官人組織）内での日常的な執務や官司相互の連絡などにあたって、朝堂内の朝座に着座している他の官人に対して報告したり、上司にあたる官の指示や命令を受けたりするさい、官人たちが立ち定まるべき位置を示すために設けられたものであった。平安宮（大内裏）の場合、朝堂は12堂あったが、『延喜式』（927年（延長5年）完成、967年（康保4年）施行）によれば、親王たちの朝座のある延休堂をのぞく他の11堂の前や後ろに、それぞれの官司ごとに「公事」「私事」と記された版位が1枚ずつ2枚1組で置かれることとなっていた。平城宮跡からは、朝庭からではなく「磚積官衙」（せんづみかんが）と呼ばれる遺構から出土した2点の黄褐色の磚（煉瓦）で、それぞれ上面に「公事」「私事」と刻された一辺の長さがおよそ24センチメートルから27センチメートル程度（推計）の正方形の面をもつ直方体の一部が出土している。これは朝堂院外の「曹司」と呼ばれる役所の版位と思われるが、橋本義則は『年中行事絵巻』（宮内庁所蔵）に描かれた版位も参照して、朝庭の版位もだいたい似たようなものではなかったかと推測している。
朝儀のために臨時に置かれた版位は、儀式に参列する官人たちの位階にもとづく序列を示すため、それに先だって一定の形式で朝庭に配置された標識である。『養老令』（757年（天平宝字元年）施行）の儀制令によれば、版位は皇太子以下すべて一辺約21センチメートルの方形平面に厚さ約15センチメートルの同一規格による直方体で、上面に品階や位階が漆で筆書されることとなっていた。このことより、もともとは厚手の木の板であったと考えられる。

### 整地痕跡と馳道

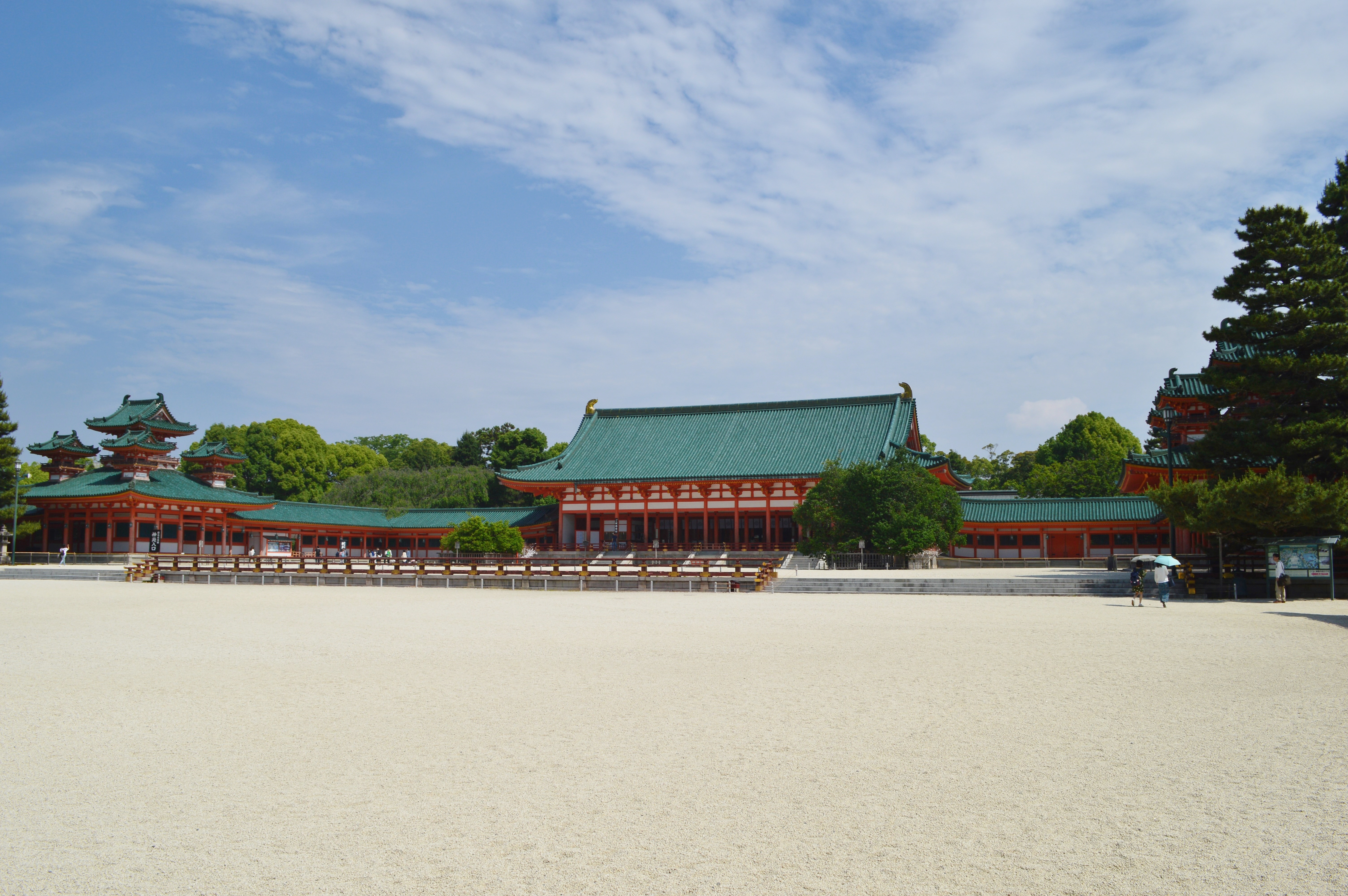
大極殿を模して建造された平安神宮外拝殿。手前が龍尾壇の高欄（朱欄）となっている

平城宮跡では朝庭についても調査が進んでいるが、いまのところ朝庭に特別の舗装が施されていた形跡は確認されていない。ただし、朝庭全体を平坦にするための整地は施されていたと考えられる。
平安宮にあっても、朝庭に舗装がなされていた証拠は確認されず、文献資料にも舗装の事実を示す記録は見あたらない。しかし、平安宮においては「馳道」（ちどう）と呼ばれる施設が朝庭に設けられていたことがわかっている。
馳道は朝庭の東西中軸線上を南北に走向するかたちで設けられ、天皇を拝する儀式の際、官人たちは馳道をはさむかたちで東西に分かれて北より位階の順で並び立ったとされる。通常は、馳道をじかに踏み越えることは禁忌とされており、また馳道を渡る際には「厳敬」して「徐歩」することとされていた。こうしてみると、馳道は字義どおり、元来は「天皇のおなり道」であったと考えられる。ところが、平安宮では大極殿門がなくなって龍尾壇となり、その南端（朝庭との境）には高欄が設けられて、それによって大極殿の区域と朝堂区域とは遮蔽されたのであるから、馳道は日常の政務において不要なばかりでなく、実際には儀式に際してさえ不要なものであり、単に東西を分かつ意味しか持たなかった。したがって馳道は前代の遺制としてのこったものだと推察されるが、平城宮ではその形跡がみられないばかりでなく、中軸線上にも掘立柱建物の柱穴が検出されている。これらの事実をどのように整合的に把握するかについては今後の課題となっている。

## 変遷

### 小墾田宮の朝庭

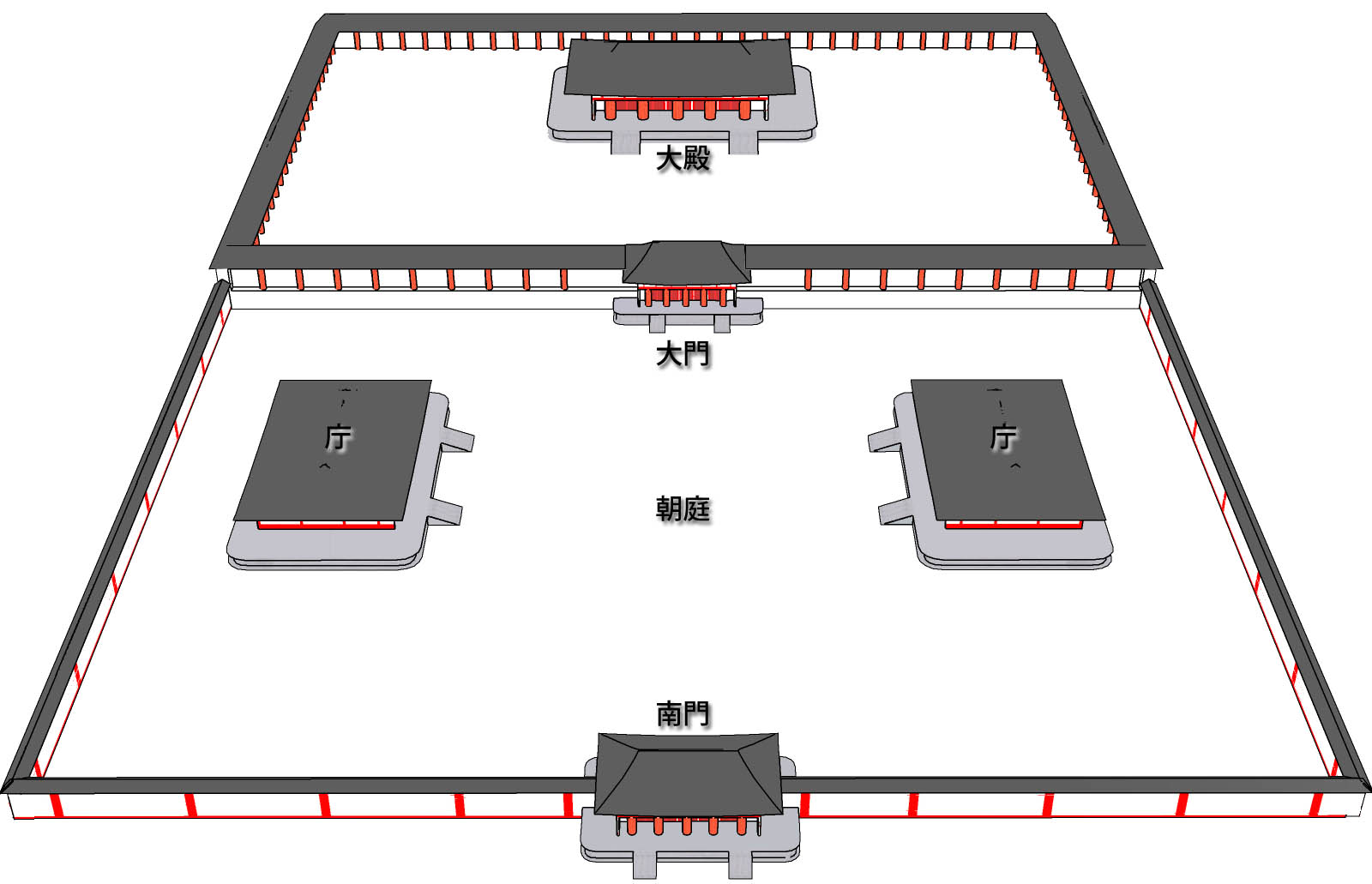
小墾田宮見取図

小墾田宮は、推古天皇の時代、それまでの豊浦宮にかわって推古11年に造営された宮である。『日本書紀』の記述によれば、この宮は、南に宮の正門である「南門」を構え、その北に諸大夫の勤める「庁（まつりごとどの）」が左右に並び、その間の中央広場としてオープン・スペースの「朝庭」があり、さらにその北中央に「大門」、その奥に推古女帝の出御する「大殿」がひかえるという構造であったことが示されている。このうち「庁」はのちの朝堂の起源と考えられる施設である。
『日本書紀』推古16年条には、隋の使節裴世清が来朝した記事があり、そこに「朝庭」が登場する。それによれば、門外で待機していた裴世清が阿倍臣鳥（あへのおみ とり）と物部頼網連抱（もののべのよさみのむらじ いだき）に導かれて南門より「朝庭」に入り、隋からの贈答品をそこに置いて、国書を手に二度、二拝し、裴世清が使節の趣旨を言上して立ち上がると、阿倍臣鳥が進み出て国書を受け取った。次に、阿倍臣鳥がさらに北に進んで「庁」にいる大夫（まえつきみ）の大伴連昨（おおとものむらじ くい）のいるあたりまで来ると、大伴連昨は座を立って阿倍臣鳥を迎え、国書を受けとって、大門の前に設置した机の上に国書を置き、「大殿」にいる女帝に向かって奏上した、というものである。
この「朝庭」について吉村武彦は、「朝庭は、普通は『朝廷』の字を使うが、ここはのちの朝堂院にあたるスペースの中央広場であるから、『朝庭』の方が的確である」と述べている。
吉村によれば、小墾田宮は「単純な構造ながら、のちの藤原宮や平城宮にみられるような、都宮の基本構造の原型として考え」られ、熊谷公男も、この宮について、「左右対称の整然とした配置をとった『朝庭』を付設した宮は、小墾田宮がはじめてであった可能性が高い」と述べている。
小墾田宮の成立は「朝庭」とよばれる王権の中枢の政務・儀礼のための新空間の誕生を意味していた。朝庭を場としておこなわれた朝政に際しては、官人の間の口頭のやりとりで案件を処理するという方式が採られた。まつりごとに関する案件を携えた官人は、担当する大夫の庁の前に進み、跪（ひざまづ）いて手を前に付いて口頭で案件を上申した。それに対し、大夫はその場で口頭で決裁したが、自分の一存で決められない事案については大王に奏上し、その際にも跪礼して決裁をあおいだ。
ただし、小墾田宮の「庁」や「朝庭」の遺構は検出されていないので、その規模等については依然不明である。

### 難波長柄豊碕宮の朝庭
およその規模のわかるもので最古の朝庭は、難波宮跡のうちの前期難波宮跡である。難波宮跡は、南から北方にむけて半島状に突出した上町台地の北端付近、現大坂城のすぐ南に位置しており、1954年より2009年現在まで継続して発掘調査がおこなわれている。調査の結果、前期難波宮跡は難波長柄豊碕宮の遺跡であることが確実となった。

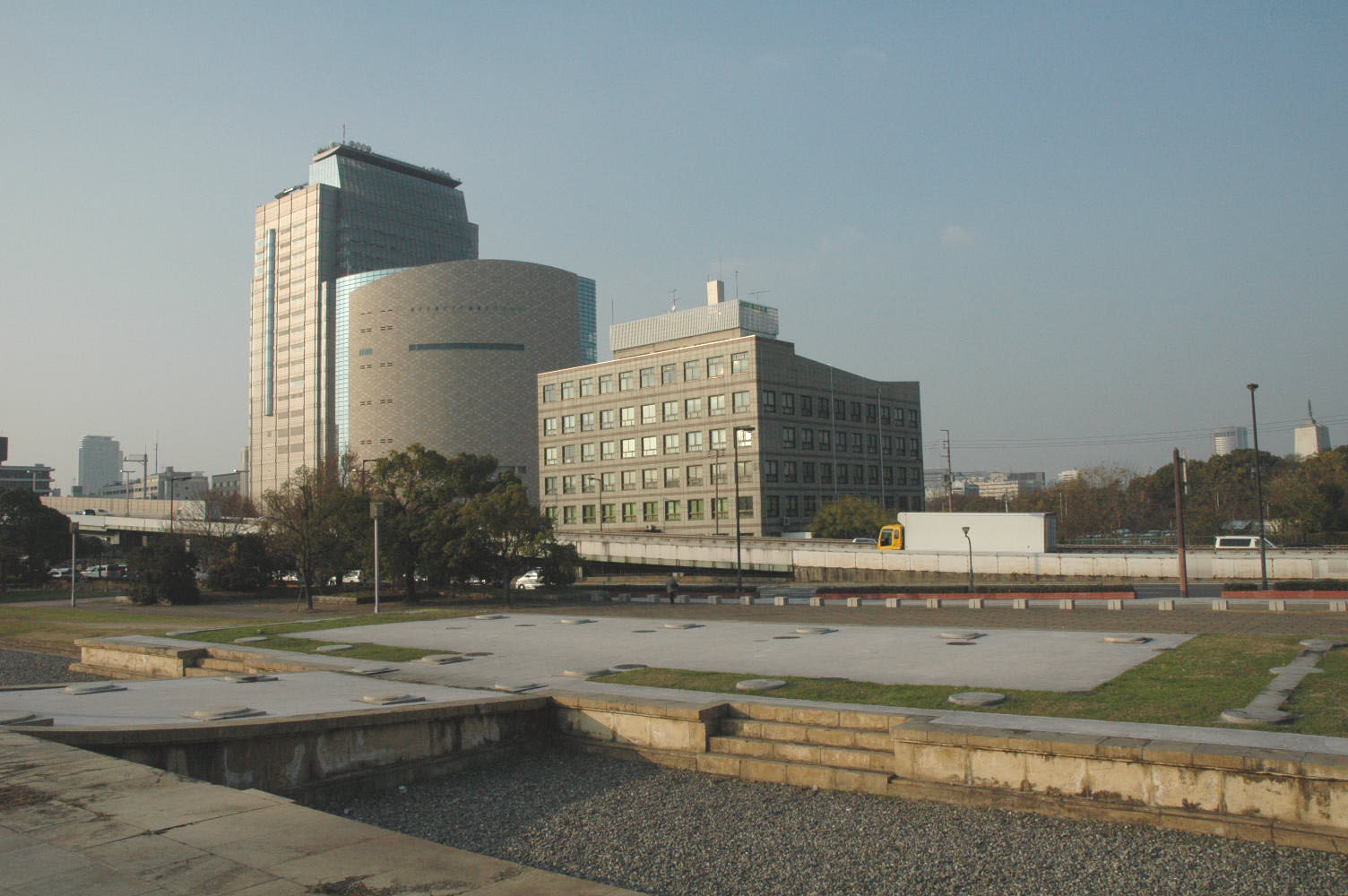
難波宮跡公園より北西方面を望む

『日本書紀』によれば、新都（難波長柄豊碕宮）の造営は中大兄皇子・孝徳天皇らによって650年（白雉元年）にはじめられた。王宮全体の規模は不明であるが、少なくとも東西7堂ずつで計14堂以上の朝堂（庁）があったことを確認した。藤原宮・平城宮でさえ12堂であることを考えると、それをうわまわる建物数であり、発見当時（1989年）は「予想もしなかった新事実」とよばれ、植本久はさらに本来は16堂あったと推定している。ただし、掘立柱建物より成る朝堂はその数の多さに比較して各殿舎は小規模であり、むしろ屋外空間であった中央の「朝庭」の広大さが際だっていた。その規模は東西233.4メートル、南北263.2メートルにおよんでいる。
この「朝庭」の広さについて、吉田孝や熊谷公男は文書による行政システムの整備された8世紀段階でも重要な儀式や政務は、大極殿とその前庭にあたる「朝庭」でおこなわれており、そこにおける天皇の声による口頭伝達が重要であったことを指摘し、文書行政システムの行われない大化・白雉にあっては、なおさら「朝庭」の広さこそが重要であったと論じている。さらに吉田は、すべての有位者が毎日朝参するという当時の政務のあり方との関係を指摘するとともに、この時期、評造の任命が全国的におこなわれ、地方豪族が「朝庭」に頻繁に参集したためと説明しており、地方に対する支配体制の刷新と強化に乗り出した改新政権にとっては、壮大な宮殿を見せることによって地方の豪族を心理的に圧倒することが必要だったのではないかと指摘している。 
前期難波宮（難波長柄豊碕宮）の画期性について、早川庄八は、王宮の発展系列のうえで「突出」していると説いた。これについて、林部均は、朝堂・朝庭がきわめて計画的、なおかつ左右対称に配置された点に画期性を認め、その配置は従来の飛鳥（豊浦宮、小墾田宮、前岡本宮、再び小墾田宮、板蓋宮）では宮周辺に分散していた官衙を集約して政務・儀式・饗宴の空間が統合された結果であると評し、さらにその巨大化の背景には倭王権の外交の窓口としての難波の特殊性を指摘している。
いっぽう、岸俊男は前期難波宮跡の内裏の平面形と中国の南北朝時代の大極殿との共通性を指摘し、それを受けて鬼頭清明は、中国南北朝期の大極殿が皇帝の私的な居住空間としての側面と公的な儀礼空間としての側面を兼ね備えていた点を明らかにし、前期難波宮の内裏でも同様の性格が考えられるとした。朝庭も含めた前期難波宮の巨大化の背景としては、従来の氏姓制的な官司制の枠組みからの脱却、つまり、岸や鬼頭が指摘するような、中国南北朝期の宮廷の影響を受けた、理念的かつ官僚制的な新しい要素を考慮すべきとする見解がある。上述の「難波朝庭の立礼」が定められたのも、この時期であった。
いずれにせよ、乙巳の変後の改新政府が、「朝庭」の場を、「天つ神」の世界に通じる神聖で厳粛な場とみなし、「一君万民の思想」を鼓吹して浸透させていく空間とみなしていたとする見解が少なくない。650年（大化6年）に吉祥のしるしとされた白いキジが現れたときに、孝徳天皇は「公卿・百官人等」を朝庭に集め、大化から白雉への改元の詔を出すが、その際、「天の委（ゆだ）ね付（さず）くるに由（よ）りて」の言を発している。

### 飛鳥の宮の朝庭
難波長柄豊碕宮のあと、重祚した斉明天皇は飛鳥板葺宮、川原宮を経て後飛鳥岡本宮と宮を転々とし、天智・弘文天皇の近江大津宮、天武天皇の飛鳥浄御原宮、そして持統天皇の代には藤原宮とつづく。『日本書紀』には、飛鳥浄御原宮に朝庭や朝堂、大極殿などの施設があったと記すが、吉田孝は、岡本宮、近江大津宮、飛鳥浄御原宮については「地形的にみて前期難波宮と同規模の朝堂院をつくることは困難であった」としている。

#### 斉明朝の石敷広場（石神遺跡）
熊谷公男は、上述の吉田、あるいは後述の古市の指摘する飛鳥の地形的制約は認めながらも、『日本書紀』斉明紀に、657年（斉明3年）を皮切りに3度にわたって須弥山の像を作ったという記事に着目している。たとえば、斉明5年（659年）3月条には「甘樫丘の東の川上に須弥山を造って、陸奥と越の蝦夷を饗す」の記事がある。甘樫丘からみて飛鳥川を渡ってすぐ東、飛鳥寺からみれば西方の飛鳥川との間の水田からは、1902年（明治35年）に須弥山像とみられる3個の石造遺物が、翌1903年には老翁と老女が寄り添う彫刻のなされた石人像が見つかり、石人像は2人の口から水が噴き出すように細工された噴水石であることが判明した。

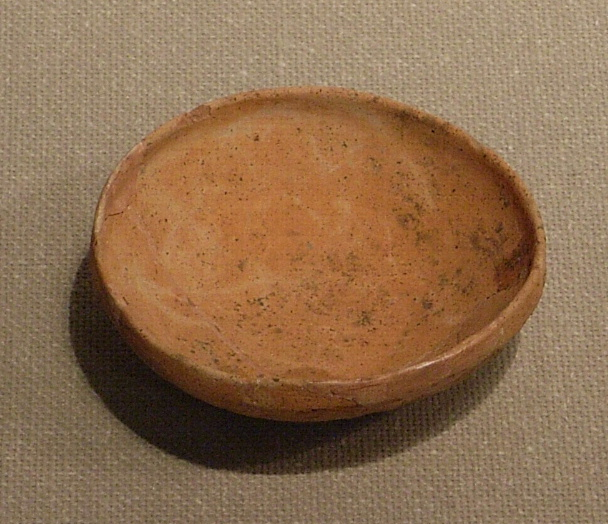
陸奥国産の7世紀の土師器（宮城県仙台市の郡山遺跡出土）

この一帯は石神遺跡と呼ばれ、1981年（昭和56年）より継続的に発掘調査がおこなわれているが、斉明朝期から持統・文武朝期にかけての多くの遺構を検出し、特に斉明朝約6年半の短期間に数回もの大規模な整地と造営が繰り返され、その末期に最も整備されたことが判明した。
そこでは、南北82メートル以上の廊状の建物により東西が分割され、東区画の南半部には井戸を中心に数棟の建物が連なって、さらにその南には石敷の広場があり、東区画の北半部は、長大な4塔の建物が回廊のように配されて細長い区画を構成し、そのなかに2棟の建物が配されていた。西区画でも遺跡最大の建物など数棟の建物を検出した。いずれも建物や井戸の周囲には石敷が丁寧に施され、清浄さが重視されている。そして、ここから陸奥国産の土師器が出土したことは、斉明紀に記す蝦夷（他に多彌島（種子島）、覩貨邏（とから）、粛慎）など当時「化外の民」とされた人びとに対する饗応の記事ときわめて整合的であり、熊谷は、それまで朝庭でおこなっていた服属儀礼や仏教行事を、王宮内の広大な空間ではなく、王宮外に石を用いた荘厳な儀礼空間を新たに造営したうえでおこなったとして、斉明朝の政治理念の特異性を指摘している。

#### 天武朝の飛鳥浄御原宮（飛鳥京跡上層遺構）
飛鳥京跡の上層遺構からは朝堂として用いられた可能性のある建物跡を検出している。飛鳥浄御原宮は、後飛鳥岡本宮の内郭に「エビノコ郭」と称される宮殿（大極殿相当施設と推定される）を加えて完成したとされるが、飛鳥京跡上層遺構からは「前殿」と称される東西建物跡2棟が検出されており、これが飛鳥浄御原宮にともなう朝堂相当施設ではないかとされている。このことについて、古市晃は、律令制下の大極殿が南側に広がる朝庭と不可分の関係にあったことを強調し、朝庭に参集する臣下・外交使節に対することこそ、天皇の権威を視覚的に高める機会であったことを強調し、「エビノコ郭」南側が塀によって遮蔽され、飛鳥川が間近に迫っていることから、広大な朝庭を確保することは困難であり、また南側空間との一体的使用もなされなかったであろうと論じている。
また、吉村武彦は、建物の南に朝庭を有する朝堂院区画を想定できないことは、儀礼に際して天皇の出御が推測される建物が臣下の参列する場から隔絶していることを意味するものであるとして、神格化された専制君主としての天武天皇の性格（皇親政治）との関連を指摘している。

### 藤原宮の朝庭

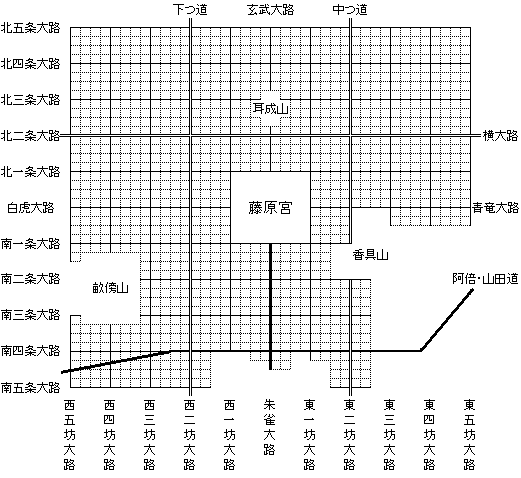
新益京（藤原京）の条坊

694年（持統8年）、持統天皇は飛鳥浄御原宮より藤原宮に遷る。天皇の代ごとに宮を遷しかえる「歴代遷宮」は完全に過去のものとなり、大極殿・朝堂・宮城門は瓦葺の礎石建物となって天皇の代を越えた恒久的な施設として、「大和三山」のなかに建設された。前代にくらべ建築構造だけではなく、方形の宮城に官衙をはじめとする諸施設を計画的に包括した点でも、藤原宮は「画期的な存在」であった。藤原宮はまた、掘立柱の塀に周囲を囲まれ、その内外に濠をめぐらしている点が際だった特徴であり、さらに、この宮が周囲に広大な京域（新益京）をともなうことは、それ以上に重視されるべき特徴である。新益京（藤原京）が「日本最初の都城」と評される所以である。
小澤毅は、正方形をなす京域の中央に宮が位置し、一辺に3つずつ門を開いているという藤原宮の構造の特異性を、中国の古典『周礼』考工記の記述と完全に一致することに着目し、宮の前方に政治の場、後方に市を設けるとした『周礼』の記述のとおり、発掘調査で藤原宮北方に市の存在を示唆する木簡が見つかったことを踏まえ、一方では、モデルとなった中国の都城が、時期の近接するものに関しては見あたらない事実から、新益京（藤原京）を、現実の中国都城を直接模範としたのではなく、むしろ漢籍にみえる都城のあるべき姿にもとづいて設計された「理念先行型の都城」であったと論じている。
藤原宮の朝堂院（太政官院）の東西幅は、前期難波宮の東西幅が233.4メートルであったのに対し、230.3メートルであったから、朝堂区画の規模としては前期難波宮にわずかに及ばないものの、ほぼ同規模であったといえる。ただし、朝堂建物の梁行が前期難波宮は1棟につき6メートルないし7メートルであったのに対し、藤原宮の場合は12メートルないし14メートルであったから、その分、前期難波宮の朝庭は広さが際だったことになるが、それでも藤原宮の朝庭が広大な区画として設定されたことに変わりがない。また、大極殿そのものは飛鳥浄御原宮で新設されたとする説があるが、使用法に関しては、藤原宮以後の宮都とのあいだに違いがみられ、原則としては、天皇の独占的な空間としての大極殿およびそれを取り囲む一郭は藤原宮において成立したとされる。また、北より大極殿、朝堂12堂、朝集殿2堂の順で並ぶ形式の朝堂院は、藤原宮を始まりとする。平城宮、平安宮へと後続するスタイルの成立という意味において、藤原宮の画期性を指摘することができる。ただし、藤原宮に遷ってからも、天武・持統の代には辺境の民を飛鳥寺の西の広場で饗応していたことが『日本書紀』の記述より明らかである。饗応の場が、藤原宮の大極殿や太政官院（のちの朝堂院）へ移動するのは、文武天皇の時代を待たなければならない。
藤原宮は、新益京のなかではやや低地にあたっていた。そのため、場合によっては臣下が高い位置に居を構えることがあり、周囲からの汚物を含む排水が宮の周辺を流れることがあった。また、京域の南辺が丘陵地帯となるため、事実上、宅地としての利用が不可能であった。30年以上ぶりに再開された遣唐使が704年（慶雲元年）に帰国して唐の長安城や大明宮の情報をもたらすや、ほどなくして遷都の議がなされた。藤原宮が宮都としてかかえる問題点について話し合われたものと思われる。708年（和銅元年）には遷都の詔が発せられた。
なお、2008年の発掘調査では、藤原宮の朝庭から2条の斜行溝跡が見つかっているが、1本は宮造営段階の運河の支線、もう1本は南門造営時の排水迂回のための溝と考えられる。南北方向に走向する溝跡も2条検出しており、1本は礫敷広場のなかに設けられた通路の側溝であったと考えられるが、元来は先行する朱雀大路に附設された東側の側溝と推定される。もう1本は南門造営時の排水溝と考えられている。

### 平城宮の朝庭

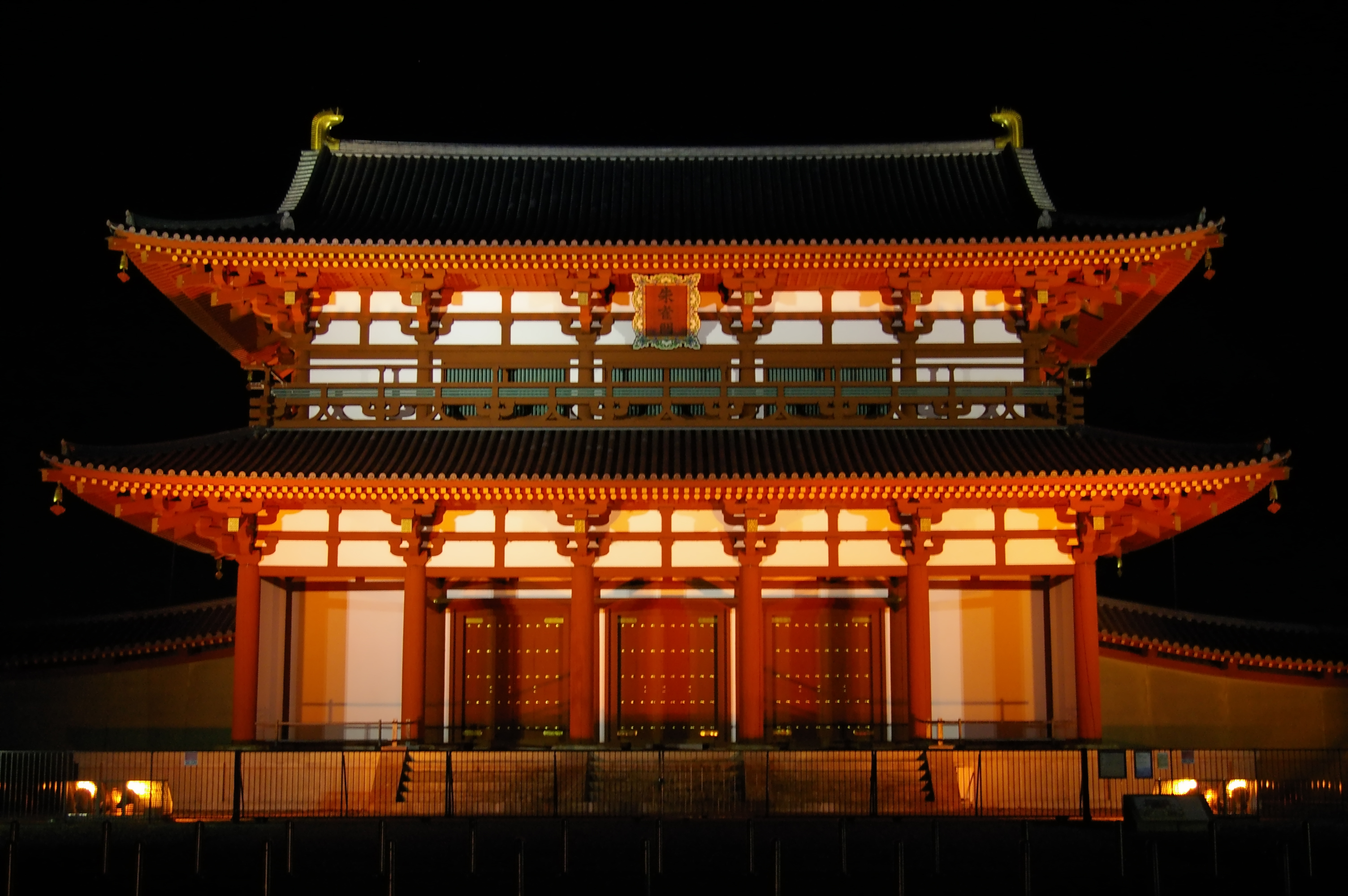
ライトアップされた平城宮朱雀門

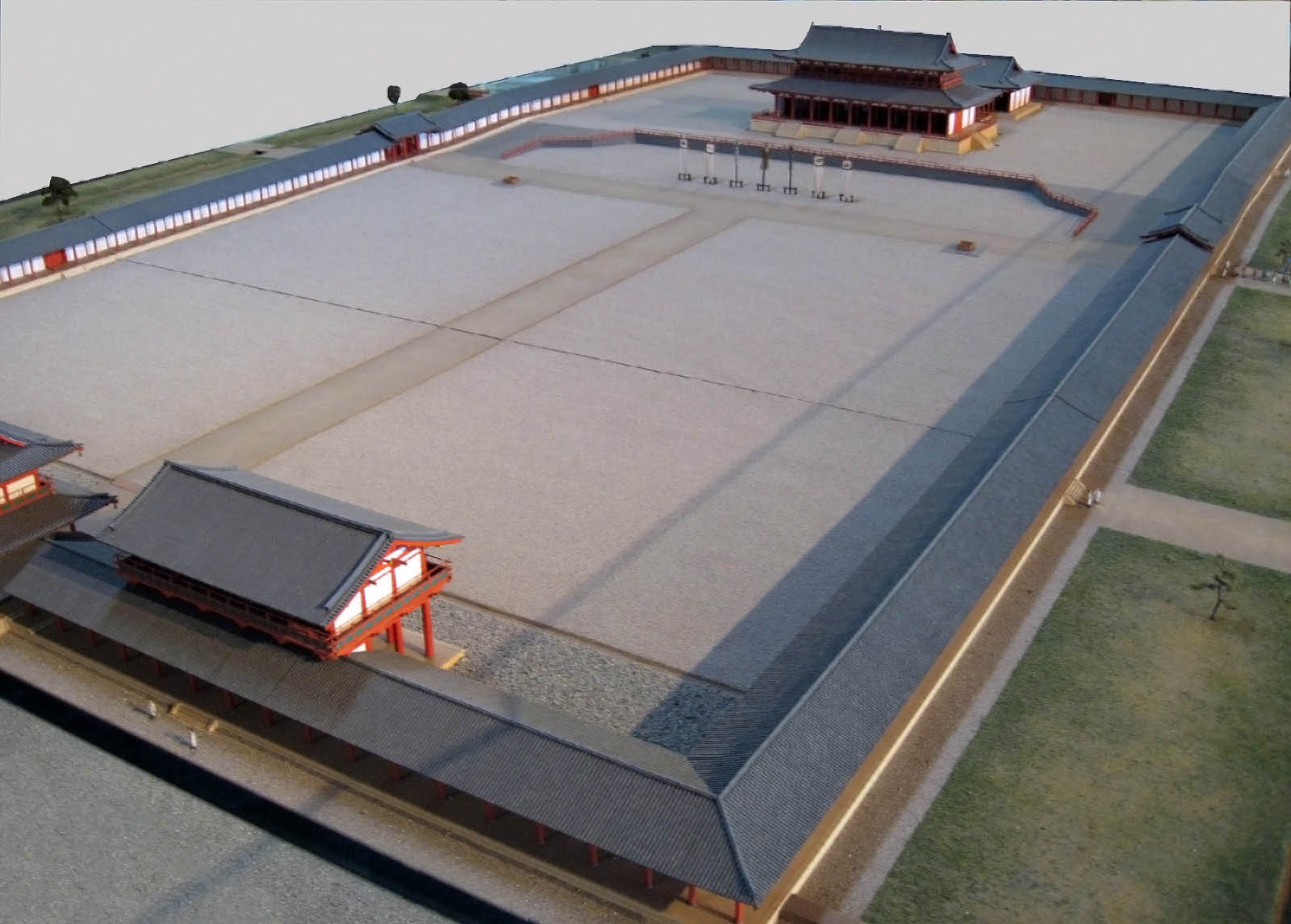
平城宮大極殿の復元模型

元明天皇の710年（和銅3年）に遷都された平城京では、北部中央に宮城平城宮が設けられ、内裏、朝堂、太政官をはじめとする官庁群がおかれた。京北端の高燥の土地に宮を設けたことにより、「天子南面す」の原則が貫かれることとなり、排水問題は解消した。また、朱雀大路の幅は藤原京の3倍にもおよび、道路としての実用性を越えた隔絶した規模をもつこととなり、平城京南面には低いながらも羅城が設けられた。このように、平城京および平城宮は、藤原京・藤原宮から受けついだ性格と、唐の長安城から影響を受けた性格を兼ね備えている。ただし、東面の北から4分の3くらいが東に2坪分張り出し、南東隅のみが隅欠きになる特異な構造を採用している点は他の宮と大きく異なる点である。
平城宮では、大極殿をふくむ朝堂区画（朝堂院）、朝庭の区画がそれぞれ2つあった。
1つは宮の東側、壬生門北にある、従来型の朝堂院（太政官院）および朝庭で、朝政および朝拝を中心とする朝儀の場であった。朝堂の北には大極殿が建ち、その南には朝庭を中心に12朝堂が建ち並んで、最も南には朝集殿が位置していた。未明に出勤した官人はおよそ1万人におよぶといわれる。宮城門の開閉は、陰陽寮の漏刻博士が水時計で計った時刻を知らせる太鼓の音によっておこなわれた。そこにおける儀式では、天皇が大極殿に御し、大極殿門をはさんで朝庭には文武百官が列を組んで立ち並ぶかたちとなった。
もう1つは、宮の中央、朱雀門北にあり、もっとも重要な国家大礼のおこなわる場として、天皇即位儀や元日朝賀、また、節会や外国使使節謁見など饗宴を中心とする儀式のために使用された大極殿院の朝庭である。大極殿門に天皇が出御し、左右2堂計4堂の殿舎の並ぶ朝堂が臣下のいる場所となった。渡辺晃宏は、以上のような機能区分は、長安城の太極宮大極殿と大明宮含正殿を意識したものではないか、としている。なお、朝庭からは、即位儀式のおこなわれた大嘗宮の建物跡が見つかっている。仁藤敦史によれば、第一次大極殿は、745年（天平17年）の平城還都後、木簡や史料などにあらわれる「西宮」に改造されたとしている。また、その改造は、発掘調査の成果からは、還都直後ではなく、早くとも天平勝宝年間（749年 - 757年）以降と考えられており、天平神護（765年 - 767年）のころには積極的な改造がなされた形跡がない。ことから、天平勝宝元年の聖武天皇の孝謙天皇への譲位、すなわち「聖武上皇」の成立と深い連関があるのではないかと推測している。
平城宮では、上述のように、いまのところ朝庭に特別の舗装がなされていた形跡は確認されておらず、平安宮にあったとされる「馳道」の痕跡もみられず、朝庭全体を平坦にするための整地が施されていたのみである。口頭による政治から徐々に文書による政治が進み、また、曹司と呼ばれる朝堂外の役所が政務のなかでも実務的な事柄を扱うようになったため、前期難波宮や藤原宮にくらべるとそれぞれの朝庭の規模は小規模化し、そのいっぽうで饗宴用の朝庭が別に設けられて機能分化が図られた。

### 難波宮・長岡宮の朝庭
副都として造営された聖武天皇代の難波京の後期難波宮、桓武天皇の緊縮策にともなう複都制の廃止によって2つの都（難波京と平城京）を1つにまとめて成立した長岡京の長岡宮では、朝堂の殿舎は8堂しかなく、朝庭もふくめその規模はいっそう縮小されたが、北より大極殿、朝堂、朝集殿と南北に直線的に並ぶ朝堂院の構造には変わりがなかった。ただし、内裏と朝堂院との関係は、長岡宮をさかいとして大きく変化した。内裏と朝堂院はしだいに分離する傾向にあったが、平城宮・後期難波宮までは、内裏と朝堂院が南北に接していた。しかし、長岡宮にいたって内裏と朝堂院は分離し、内裏は朝堂院の東方に建てられるようになった。なお、「朝堂院」の語の史料上の初見は平安遷都直前の792年（延暦11年）のことであった。渡辺晃宏は、「朝堂院」の語の登場について、天皇の執務の場が大極殿から内裏正殿に移り、太政官院における朝政が衰退した結果であると指摘している。

### 平安宮の朝庭

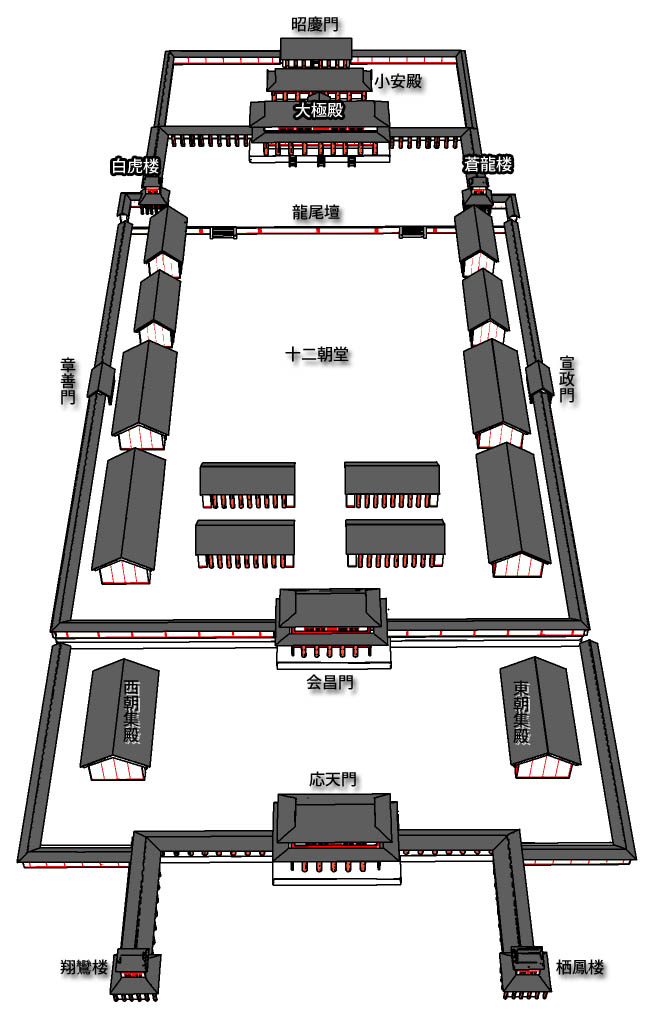
平安京朝堂院再現図（朝堂12堂に囲まれた中庭が朝庭である）

長岡遷都の10年後の794年（延暦13年）に、桓武天皇により遷都された平安京の平安宮（大内裏）では朝堂の殿舎数は12堂に戻されたが、文書行政の進展、曹司の充実に加え、朝政の儀式化などの影響もあって、朝庭空間は藤原宮、平城宮にくらべさらに規模の縮小化がみられた。
かつては有位の官人は毎日朝参し、大王の出御する大殿ないし大極殿の前の朝庭で政務を執った。しかし、律令制が整備され、官司の機構も複雑化して、官人の数そのものも多くなるにつれ、朝参はしだいに一部の官人に限られるようになり、日常的な政務は曹司でおこなわれることが増えてくる。また、内裏は朝堂院の北東に完全に分離してつくられたが、こうした分離の傾向や規模の縮小化は、朝堂院から曹司が分化して執務の場が徐々に朝堂院外へうつった現れと考えられる。
なお、平安時代の『延喜式』によれば、諸司の五位以上の官人は、雨天の日や節日、霜月（旧11月）から如月（旧2月）にかけての寒冷な時期を除き、基本的には毎朝、自らの僚下の官人を率いて朝座に就いて朝堂での政務にあたることとなっていたが、降雨の日には朝堂への着座が避けられ、朝堂院外の曹司へ直行することとなっていた。これは、朝庭がぬかるんでしまうためであった。その意味では、朝庭での政治である朝政は確かに儀式化・形式化はしたものの、反面では、朝庭のぬかるみは忌避すべきもの、朝庭は清浄に保つべきものという意識はのこったものと考えられる。
平安宮では、朝拝を中心とする儀式は朝堂院でおこなわれていたが、節会など饗宴を中心とする儀式は豊楽院で執りおこなわれることとなった。818年（弘仁9年）、平安宮では朝堂各堂は、中国風の号が名づけられた。また、これ以後、朝堂院全体は「八省院」と呼ばれるようになった。
八省院は、3度火事に見舞われた。うち2度までは再建されたものの1177年（安元3年）の安元の大火ののちは再建されず、こののち朝儀は主に内裏の紫宸殿でおこなわれることとなった。

## 朝庭と朝廷

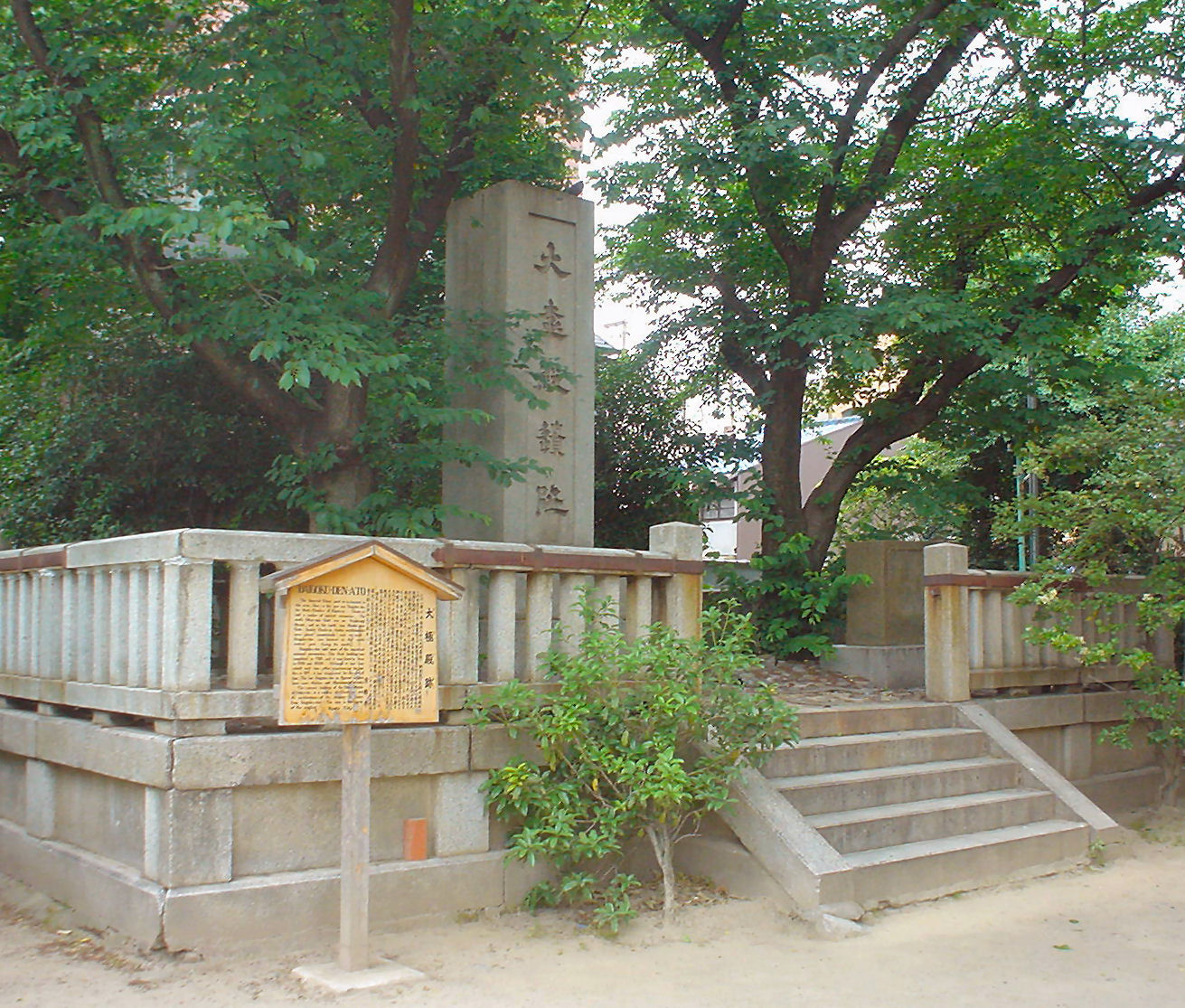
平安京大内裏の大極殿跡

「大和朝廷」などという場合の「朝廷」は、「天子の政府」という意味合いで広く用いられる。しかし、日本の古代にあっては「朝庭」と表記することが多く、それは中央の庭を中心にその左右に庁（朝堂）が立ち並ぶ一郭、つまり朝堂院に相当する空間を意味していた。一例として、『日本書紀』天智9年（670年）条には「朝庭の礼儀と行路の相避ることを宣う」の記事があり、これは天智天皇が令（近江令）とともに礼を撰述させたものと考えられているが、ここでは「朝庭」の文字が用いられている。
奈良時代以前のまつりごとは、基本的には口頭による個別案件の処理という形態をとっていた。大夫をはじめとする群臣が召集されて合議のなされることもあったが、それは国政の最重要課題の決定に限られた。口頭政治は、文書とは異なり後にのこらない。しかし、それが文書にまさる正統性をもちえたのは、熊谷公男の指摘するところによれば、ひとつは古代の人びとの「言霊」に対する信仰であり、もうひとつは口頭政務の場が朝庭に限られていたことに由来していた。
ことばに霊力が宿ると考えた古代人にとって、天上世界にも通じる神聖で厳粛な空間と意識された朝庭で、天子から発せられることばは特別な重みをもつものと意識されたのであり、奈良時代以降、律令制がいっそう整備されて、文書による政治が徐々に進んでいくと、日常的な政務は、曹司と呼ばれる朝堂外の役所が扱うことが増えていった。また、官司の機構も複雑化して、官人の数そのものが増加した。こうして朝参はしだいに特定の日と一部の官人に限られるようになっていった。さらに、天皇に日常的な政務の場も大極殿から内裏正殿と移行していった。しかし、政務のうえで文書が重視されるようになってからも、口頭政治の伝統は根強くのこり、重大な決定は依然として朝庭ないし朝堂院で口頭によってなされた。
しかし10世紀後半以降は、律令国家最大の儀式であった元日朝賀はおこなわれなくなり、節会は内裏紫宸殿でおこなわれるようになる。大極殿での儀式は、主なものとしては天皇即位儀、他には国家的な法会（御斎会、仁王会など）、伊勢神宮への奉幣使や斎宮の発遣などをのこすのみとなった。天皇と五位以上の官人との結びつきを確認していく場はもはやさほど必要とされなくなり、公卿や殿上人とのより私的な結びつきが重視されて政治が営まれていくようになる。摂関政治の進行にともない、天皇の政務がもっぱら内裏でおこなわれるようになると、天皇が八省院へ出向くことを称して「八省院行幸」なることばすら生まれた。かくして、八省院、朝庭ともに格式ばった場所として扱われ、天皇の居所は内裏の一空間に固定化されていった。12世紀後半に八省院が焼亡しても再建されなかった理由の一端はそこにあった。